# Chjami Aghjalesi
I Chjami Aghjalesi sono un complesso musicale còrso di musica tradizionale còrsa polifonica nato nel 1976 durante la rinascita culturale dell'isola, e questo lo rende uno dei più longevi gruppi corsi. Il gruppo ha registrato nove album. Insieme ai Canta u populu corsu sono uno dei gruppi tradizionali più importanti dell'isola. Il nome fa riferimento al lavoro di trebbiatura, di lavorazione del grano nel campo (nell''aia' in corso "aghje").

## Discografia
- 1978 - Nant'à u solcu di a storia
- 1981 - Esse
- 1983 - L'altu pratu di a Memoria
- 1986 - U mio cantu
- 1990 - Cuntrasti è ricuccate
- 1991 - Guerrieri di l'Eternu
- 1991 - Cantu sacru
- 1993 - Populu vivu
- 1998 - Credo
- 2001 - I vinti cinque baroni
- 2002 - Canti per u presepiu
- 2007 - Teatru di Bastia DVD
- 2010 - Sventulerà